# アマンダ・スウィステン
アマンダ・スウィステン（Amanda Swisten、1978年12月20日 - ）は、アメリカ合衆国の女優、モデル。ニューヨーク州ニューヨーク市出身。

## プロフィール
脇役として、テレビドラマではシットコムへの出演が多く、映画ではセクシーな役柄を演じることが多い。2004年のアメリカ映画『ガール・ネクスト・ドア』ではヌードを披露している。
モデルとしては、イギリスやアメリカで発行されている男性誌『MAXIM』などでグラビアを飾っている。

## 主な出演作

### テレビドラマ
- Two and a Half Men：Darlene役（2004年、CBS）
- Quintuplets：Joella役（2004年、FOX）
- ジョーイ Joey：Miss Santa Fe役（2004年、NBC）
- I'm with Her（2004年、ABC）

### 映画
- アメリカン・パイ3:ウェディング大作戦 American Wedding (2003)
- ガール・ネクスト・ドア The Girl Next Door (2004)